# Rosie (álbum de Rosé)
Rosie é o álbum de estúdio de estreia da cantora sul-coreana-neozelandesa Rosé, lançado em 6 de dezembro de 2024, pela The Black Label e Atlantic Records. O álbum marca seu primeiro lançamento solo desde que saiu da YG Entertainment e da Interscope Records em 2023. Rosé escreveu e co-produziu Rosie com múltiplos colaboradores, incluindo Bruno Mars, Carter Lang e Omer Fedi. Foi concebido como um álbum pop de 12 faixa, explorando estilos de pop-punk e música alternativa, enquanto mistura elementos de R&B dos anos 1990, synthpop e baladas. Os temas líricos exploram a fama e a decepção amorosa de Rosé no início dos seus vinte anos.
Rosie recebeu avaliações geralmente favoráveis dos críticos musicais, com a maioria  elogiando o álbum por sua profundidade emocional percebida, composição forte e som pop versátil. Após seu lançamento, estreou na terceira posição da Billboard 200, conquistando um recorde no Guinness World Records por ter se tornado o álbum de uma solista sul-coreana com a maior posição alcançada na história do gráfico. Também entrou no top dez de países como Alemanha, Austrália, Canadá, Japão, Nova Zelândia, Reino Unido e Coreia do Sul. O álbum desde então recebeu o certificado de platina dupla da Korea Music Content Association (KMCA), por ter vendido 500.000 cópias na região, e o certificado de ouro da Music Canada.
Três singles promoveram o álbum. "Apt.", um dueto entre Rosé e Mars, foi lançada como single principal do álbum e conquistou sucesso comercial global, alcançando o topo da Billboard Global 200 e das tabelas de vários países, incluindo Austrália, Japão, Nova Zelândia e Coreia do Sul, bem como o top cinco nos Estados Unidos e Reino Unido. Foi seguido pelos singles "Number One Girl" e "Toxic Till the End", tendo o último alcançado a quarta posição na Coreia do Sul e a sexta posição da Billboard Global Excl. US.

## Antecedentes
Em dezembro de 2023, a YG Entertainment revelou que embora Rosé, ao lado das outras integrantes do Blackpink, tenham renovado seus contratos para atividades em grupo, elas não assinaram com a agência para suas atividades individuais. Em 17 de junho de 2024, o principal produtor do Blackpink, Teddy, revelou que The Black Label, uma empresa associada da YG Entertainment, estava em negociações com Rosé para um contrato exclusivo; no dia seguinte, foi confirmado que ela havia assinado um contrato de gestão com a gravadora. Em 26 de setembro, Rosé revelou que também havia assinado um contrato solo com a Atlantic Records.
Pouco depois, em 1º de outubro de 2024, Rosé anunciou que seu primeiro álbum de estúdio Rosie seria lançado em 6 de dezembro. O anúncio foi acompanhado de uma postagem da capa do álbum, que mostra um close da cantora deitada com cachos loiros. Composto por 12 faixas, Rosie foi descrito como representando "uma explosão de honestidade" da cantora, apresentando Rosé como co-compositora de todo o disco.

## Concepção e título
Ao explicar o título do álbum, Rosé revelou que escolheu Rosie, o nome que ela permitiu que "amigos e familiares a chamassem", para expressar seu desejo de que os ouvintes se sentissem mais próximos dela. Ela ainda compartilhou que Rosie foi concebido como um "pequeno diário" pessoal depois que ela se viu em uma sessão de gravação em Los Angeles após a conclusão da Born Pink World Tour do Blackpink. O álbum foi então desenvolvido ao longo de várias viagens de semanas e meses à cidade, resultando em um ano escrevendo músicas e conhecendo novos produtores, ainda me sentindo "confusa e perdida".
Em entrevista ao Paper, Rosé revelou que Rosie é tematicamente sobre seus "terríveis 20 anos" e suas esperanças de fazer as pessoas entendê-la como pessoa, afirmando: "Estou pronta para ser um pouco mais vulnerável, aberta e honesta para que as pessoas não me entendam mal e me aceitem como eu sou".

## Promoção
Em 11 de fevereiro de 2024, em comemoração ao seu 27º aniversário, Rosé provocou o lançamento de sua nova música solo, dando uma prévia de um trecho de sua próxima música "Vampirehollie" em seu então recém-inaugurado canal de transmissão no Instagram. Em 27 de setembro, após anunciar seu contrato assinado com a Atlantic Records, ela lançou uma nova conta no Instagram (@vampirehollie), batizada com o nome da faixa inédita.
Em 16 de outubro, Rosé postou uma foto de Bruno Mars e ela jogando um jogo de bebida sul-coreano. Mars também compartilhou uma postagem, legendando-a com um story de Rosé tentando beijá-lo, provocando uma possível colaboração. Em 17 de outubro, Rosé revelou seu single "Apt." com Mars em suas redes sociais um dia antes de seu lançamento oficial. O single foi lançado em 18 de outubro com grande sucesso comercial, estreando no topo da Billboard Global 200 e da Global Excl. US.. Isso marcou o segundo single número um de Rosé e Mars em qualquer parada depois de "On the Ground" e "Die with a Smile", respectivamente. Nos Estados Unidos, a música estreou na oitava posição na Billboard Hot 100, tornando Rosé a primeira artista feminina de K-pop da história a ter uma entrada no top dez da parada.

## Lista de faixas
| Rosie – Edição padrão |                         | |                                 |         |  |
| N.º                   | Título                  | Compositor(es) | Produtor(es)                    | Duração |  |
| 1.                    | "Number One Girl"       | Chae Young Park Amy Allen Bruno Mars Dernst Emile II Omer Fedi Carter Lang Dylan Wiggins                                                        | Mars D'Mile Fedi Lang Wiggins   | 3:33    |  |
| 2.                    | "3am"                   | Park Allen Jacob Weinberg Mark Williams Raul Cubina                                                                                             | Weinberg Ojivolta               | 2:34    |  |
| 3.                    | "Two Years"             | Park Michael Pollack Gregory Hein Jordan K. Johnson Stefan Johnson Isaiah Tejada                                                                | The Monsters & Strangerz Tejada | 2:48    |  |
| 4.                    | "Toxic Till the End"    | Park Pollack Emily Warren Evan Blair | Blair                           | 2:37    |  |
| 5.                    | "Drinks or Coffee"      | Park Allen Fedi Blake Slatkin LangWiggins | Fedi Slatkin Lang Wiggins       | 2:13    |  |
| 6.                    | "Apt." (com Bruno Mars) | Park Mars Allen Philip Lawrence Christopher "Brody" Brown Theron Thomas Henry Walter Fedi Rogét Chahayed Michael Chapman [a] Nicholas Chinn [a] | Mars Cirkut Fedi Chahayed       | 2:50    |  |
| 7.                    | "Gameboy"               | Park Allen Hein Williams Cubina Rob Bisel | Ojivolta Bisel                  | 2:47    |  |
| 8.                    | "Stay a Little Longer"  | Park Sarah Aarons Andrew Wells | Wells                           | 4:07    |  |
| 9.                    | "Not the Same"          | Park Allen Williams Cubina Bisel | Ojivolta Bisel                  | 3:04    |  |
| 10.                   | "Call It the End"       | Park Warren Elof Loelv Pollack Griff Clawson | Pollack Clawson                 | 2:21    |  |
| 11.                   | "Too Bad for Us"        | Park Jason Evigan Wayne Hector Gian Stone Freddy Wexler Ben Fielding Dean Ussher                                                                | Wexler                          | 3:56    |  |
| 12.                   | "Dance All Night"       | Park Maureen MacDonald Greg Kurstin | Kurstin                         | 3:35    |  |
| Duração total:        | Duração total:          | Duração total: | Duração total:                  | 36:28   |  |

| Rosie – Edição digital e LP limitado (faixa bônus) |                 |                        |                |         |  |
| N.º                                                | Título          | Compositor(es)         | Produtor(es)   | Duração |  |
| 13.                                                | "Vampirehollie" | Park Allen Walter Fedi | Cirkut Fedi    | 39:20   |  |
| Duração total:                                     | Duração total:  | Duração total:         | Duração total: | 39:20   |  |

Notas
- ↑[a]  "Apt." contém uma interpolação de "Mickey" (1982), composta por Michael Chapman e Nicholas Chinn, e interpretada por Toni Basil.[18]
- Todas as faixas são estilizadas em letras minúsculas, exceto "Apt.", estilizada em letras maiúsculas.

## Histórico de lançamento
| Região | Data                  | Formato                       | Gravadora                | Ref.   |
| ------ | --------------------- | ----------------------------- | ------------------------ | ------ |
| Várias | 6 de dezembro de 2024 | CD download digital streaming | The Black Label Atlantic | [ 19 ] |